# Collapse of Light (Album)
Collapse of Light (englisch Zusammenbruch des Lichts) ist ein Album der belgischen Funeral-Doom-Band Until Death Overtakes Me.

## Geschichte
Nachdem das alleinige Bandmitglied Stijn van Cauter 2016 mit Antemortem und 2018 mit Missing Konzeptalben des Projektes Until Death Overtakes Me veröffentlicht hatte, konzentrierte er sich im Rahmen dieser Band auf Veröffentlichungen ohne zusammenhängendes Konzept. Konzeptveröffentlichungen erfolgten hingegen mit Projekten wie Inframonolithium, Gruulvoqh und Arcane Voidsplitter deren jeweilige Erzählungen Teil eines von van Cauter entworfenen zusammenhängenden fiktiven Universums sind, das sich auch auf ein Webcomic erstreckt. Mit Until Death Overtakes Me veröffentlichte er hingegen nach Missing mehrere Kompilationen einzelner Stücke ohne konzeptionellen Rahmen sowie zwei Instrumentalalben. Sich davon abhebend sei Collapse of Light als Anfang einer neuen, durch weitere Veröffentlichungen fortzuführenden Erzählung gedacht. Dabei stünde allerdings kein Zeitplan für das Ausarbeiten der mit Collapse of Light begonnenen Idee fest. Genaue angaben zum Konzept machte van Cauter nicht. Das Album blieb vorerst ohne Rezeption.

## Albuminformationen
Collapse of Light ist das zehnte Studioalbum der Band. Das am 27. Februar 2022 veröffentlichte Album enthält fünf separate Stücke, die eine Gesamtspielzeit von 1:58:53 Stunden haben. In der zur Verfügung gestellten Print-On-Demand-Variante gab er das Album mit entsprechender Aufbereitung als zwei CDs mit vier Titeln auf einer und dem letzten, fast eine Stunde dauerndem, Titel auf einer zweiten CD heraus. Die CDs wurden separat in einer Variante mit Jewelcase-Hüllen veröffentlicht. Eine Zusammenstellung beider CDs in einem Paket wurde nicht herausgegeben. Die Gestaltung übernahm van Cauter selbst. Das Cover der ersten CD zeigt zwei Hände in die ein Lichtstrahl fällt, das der zweiten die Hände ohne den Lichtstrahl. Die Musik entspricht dem für Until Death Overtakes Me üblichen Crossover aus Funeral Doom, Dark Wave und Ambient.

## Titelliste
1. Dread: 16:11
2. Collapse of Light: 17:25
3. Aeons Away From Home: 8:19
4. Death-blooms Perpetuate: 18:12
5. Dread Afterimage:  58:45